# Васин, Рудольф Алексеевич
Ва́син Рудо́льф Алексе́евич (11 августа 1937, ст. Вязники Вязниковского р-на Владимирской обл — 18 декабря 2019, Москва) — советский и российский учёный-механик, доктор физико-математических наук (1987), профессор.

## Биография
В 1959 году окончил механико-математический факультет МГУ, ученик А. А. Ильюшина.
Ведущий научный сотрудник института механики МГУ (1986—1995), главный научный сотрудник (1995—2019), заведующий лабораторией упругости и пластичности, руководитель лаборатории механики сверхпластичности в Институте проблем сверхпластичности металлов РАН (1990—2007),
автор более 100 научных работ.
Тема кандидатской диссертации «Некоторые вопросы связи напряжений и деформаций при сложном нагружении» (1966), докторской — «Экспериментально-теоретическое исследование определяющих соотношений в теории упругопластических процессов» (1987).
Скончался после тяжёлой продолжительной болезни. Похоронен на Ваганьковском кладбище.

## Научные интересы
экспериментально-теоретическое исследование свойств функционалов пластичности; экспериментальное исследование динамической прочности материалов и явления потери устойчивости элементов конструкций; развитие численно—экспериментального метода СН-ЭВМ, предложенного Ильюшиным А. А., решение линейных и нелинейных краевых задач теории пластичности, построение и анализ определяющих соотношений для материалов, обладающих свойством сверхпластичности.

## Публикации
- Быля О.И., Кришнамурти Б., Васин Р.А., Чистяков П.В., Шитиков А.А.  Конечно-элементное моделирование процессов ротационной вытяжки // Прикладная механика и техническая физика. — 2016. — № 5. — С. 30—34.
- Васин Р.А. Экспериментальное исследование неупругого поведения материалов // Кузнечно-штамповочное производство. Обработка материалов давлением. — 2016. — № 10. — С. 17—25.
- Vasin R.A. Theory of Elastoplastic Processes and Study of Structure-Mechanical Properties of Materials // Mechanics of Solids. — 2011. — № 1. — С. 15—20.
- Васин Р.А. Об экспериментальной аттестации базовых гипотез и моделей теории пластичности // Механика деформируемого твердого тела. Вестник Нижегородского университета им. Н.И.Лобачевского. — 2011. — № 4. — С. 1415—1417.
- Бхаттачария С.С., Быля О.И., Васин Р.А., Падманабхан К.А. Механическое поведение титанового сплава Ti-6Al-4V c неподготовленной микроструктурой при скачкообразном изменении скорости деформирования в режиме сверхпластичности // Известия Российской академии наук. Механика твердого тела. — 2009. — № 6. — С. 168—177.